# Domein Cabour
Het Domein Cabour is een duinengebied in Adinkerke in de Belgische gemeente De Panne. Het is genoemd naar de Franse makelaar Charles Amé Cabour  (1856-1924) die eigenaar werd bij het begin van de 20e eeuw en het in 1920 aan de Belgische Staat verkocht. Het 89 hectare grote gebied is anno 2018 eigendom van de Intercommunale Waterleidingsmaatschappij van Veurne-Ambacht (IWVA) en worden beheerd door het Agentschap voor Natuur en Bos. 
De duinen van Cabour zijn ongeveer 3300 jaar oud en vormen zo de oudste duinen van Belgische kust. Het is verder ook een van de best bewaarde duingebieden van Noordwest-Europa en Europees beschermd als onderdeel van Natura 2000-gebied 'Duingebieden inclusief IJzermonding en Zwin' (BE2500001). Het Domein Cabour was ook de plek van de eerste waterwinning van de IWVA.
Het gebied sluit in het westen, bij Bray-Dunes in Frankrijk, aan bij het Dune fossile de Ghyvelde (oude binnenduinen). 

## Cabour en de wereldoorlogen
Het gebied bevat verschillende overblijfselen van constructies uit de Eerste, en de Tweede Wereldoorlog, de zogenaamde Veldbatterij Adinkerke. Tijdens de Eerste Wereldoorlog werkte Hilarion Thans hier in een hospitaal waar gewonden werden verzorgd en na de wapenstilstand verpleegde hij hier Belgische en Franse militairen, getroffen door de Spaanse griep.

## Galerij

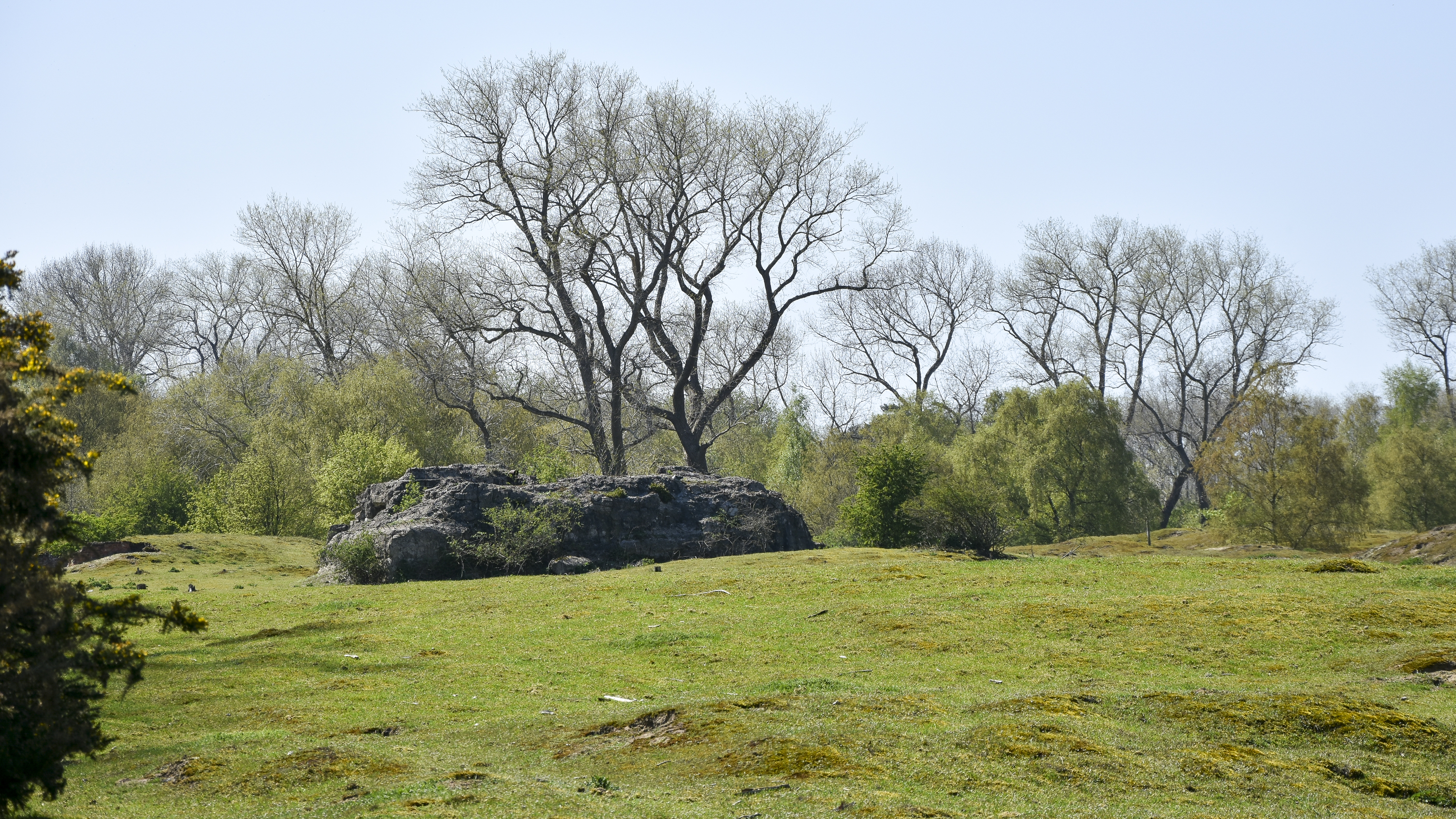
Restant van de veldbatterij in het duinengebied